# Francesco Baraldi
Francesco Baraldi (Tortona, 16 dicembre 1888 – ...) è stato un militare e politico italiano.